# EL/M-2084

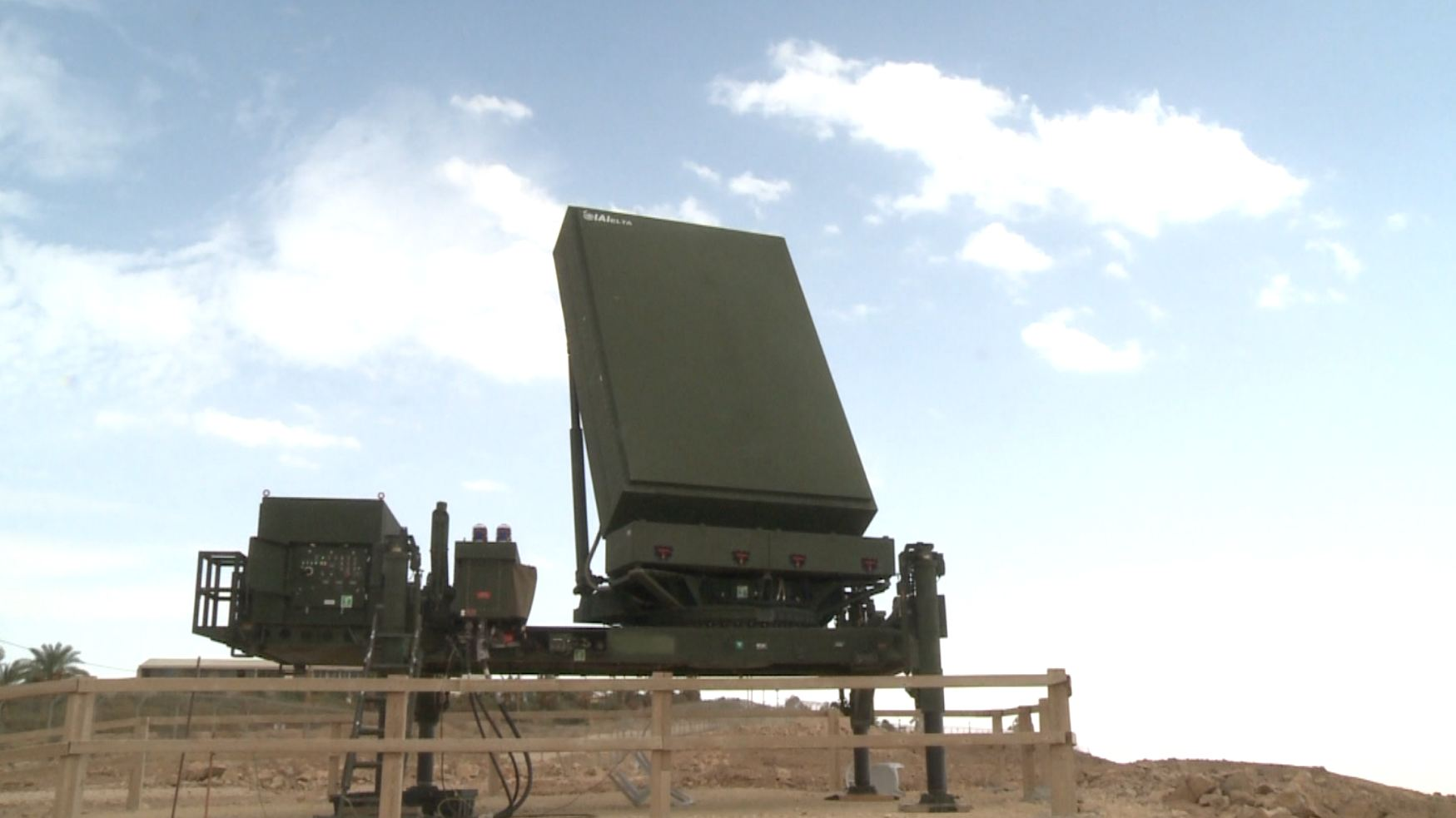
Антена РЛС EL/M-2084

EL/M-2084 — багатоцільова РЛС з АФАР, розроблена компанією ELTA (Ізраїль), використовується в системах ППО «Спайдер», «Праща Давида». Працює в S-діапазоні. В режимі огляду повітряного простору виявляє до 1100 цілей на дальності до 474 км (256 морських миль). Робочий сектор антени в азимутальній площині — 120°.

## Оператори
Модифікація WLR (Weapon Locating Radar) була поставлена канадській армії. Закуплений також ВПС Республіки Сингапур. Чехія замовила 8 РЛС з постачанням у 2019—2021 роках.
На початку 2018 року IAI оголосила, що продала 100 РЛС на загальну суму близько 2 млрд доларів.
- Угорщина: 11 грудня 2020 року було підписано контракт з Rheinmetall Canada на придбання радіолокаційних станцій для угорських збройних сил, розроблених на базі технології РЛС EL/M-2084. Планується, що нові РЛС замінять застарілі радянські системи, починаючи з 2022 року[6].